# Hollanditis

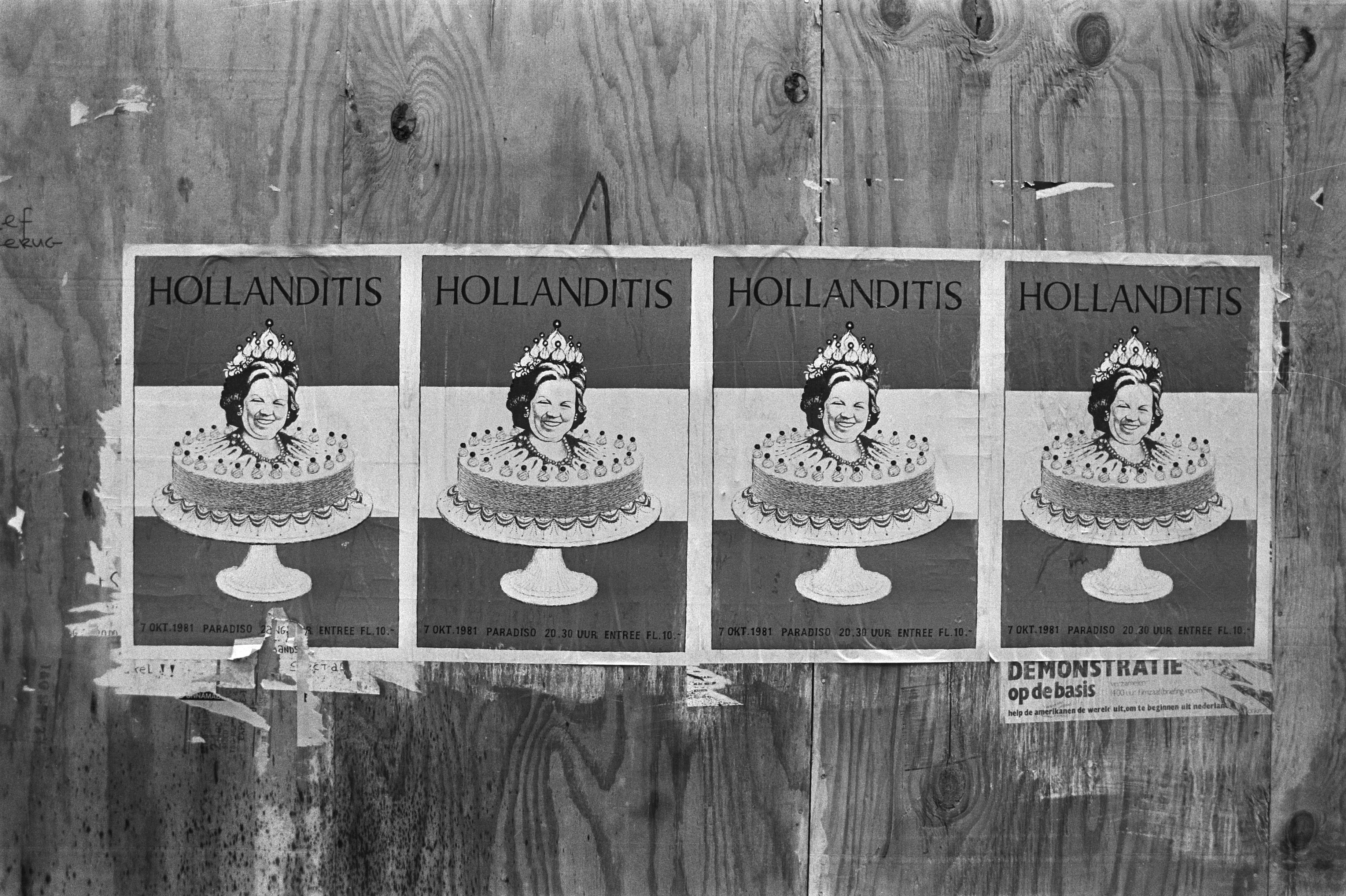
Hollanditis, 1981. Marcel Antonisse / Anefo

Hollanditis of Hollandse ziekte is de benaming voor het Nederlandse verzet tegen de plannen voor plaatsing van kruisraketten in West-Europa. De term werd geïntroduceerd door de Amerikaanse historicus Walter Laqueur in 1981 om aan te geven dat het verzet tegen kernwapens zich als een virus verspreidde. De Hollanditis kwam tot een hoogtepunt met de grote anti-kruisraketdemonstraties in 1981 en 1983.

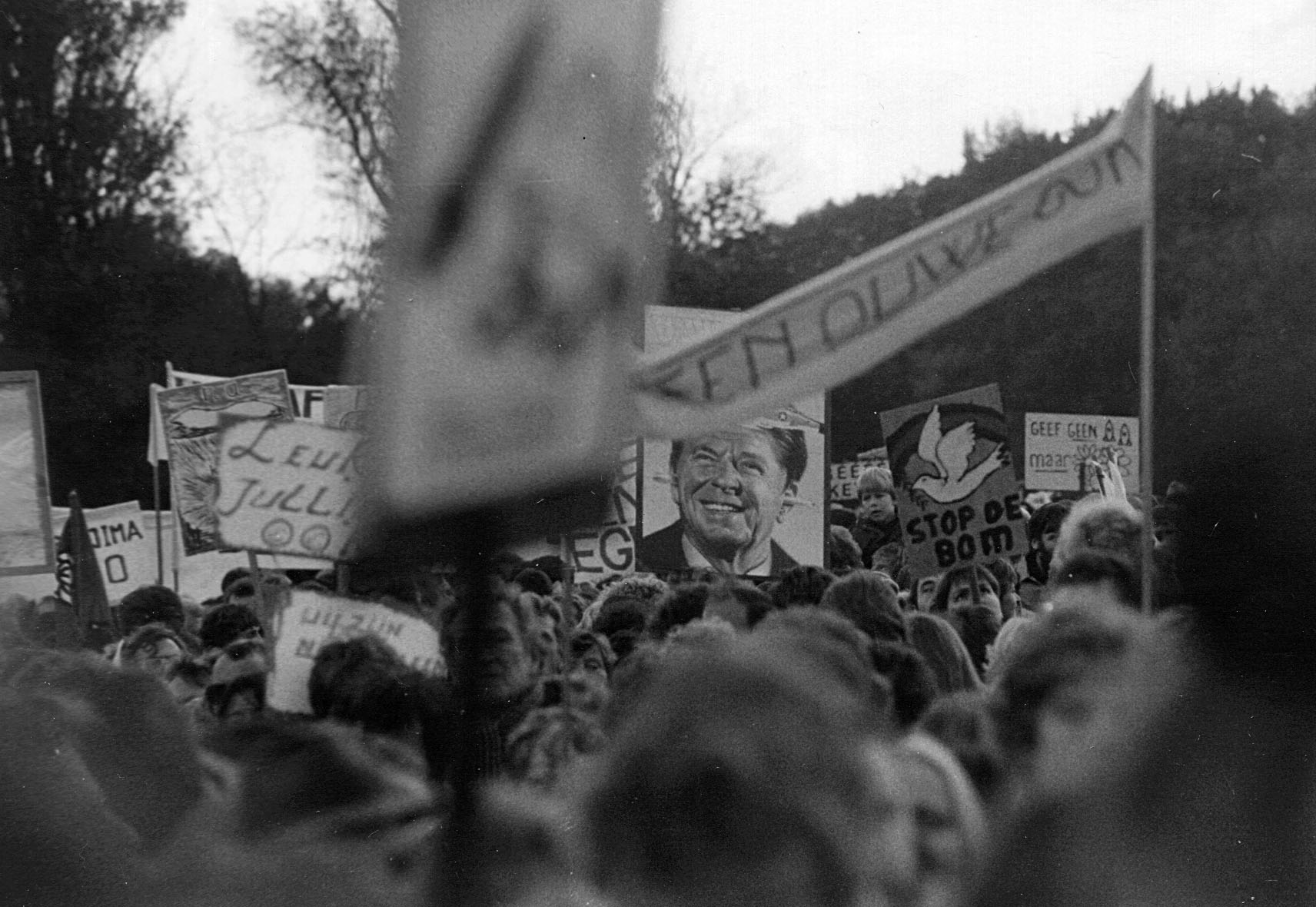
Vredesdemonstratie in Den Haag, 29 oktober 1983, waarbij meer dan een half miljoen mensen op de been kwamen. Omdat de demonstratie ook buiten het centrum was, reden bijna alle tram & buslijnen heel anders, of geheel niet. In het demonstratiegebied reed helemaal geen verkeer.

## Bron
- Historiek.net, Hollanditis